# Solms Wilhelm Wittig
Solms Wilhelm Wittig (* 15. März 1897 in Braunschweig; † 8. März 1968 in Holzminden) war ein deutscher Bauingenieur. Er war Professor an der TH Dresden, Regierungsbaurat in Braunschweig, Generaldirektor der Deutschen Asphalt in Eschershausen, Geschäftsführer der Steinöl GmbH Braunschweig, Leiter des Forschungsinstituts für Naturasphalt an der TH Braunschweig. Wegen seiner Beteiligung an Verbrechen im KZ-Außenlager Schandelah wurde er 1947 als Kriegsverbrecher verurteilt.

## Leben
Wittig studierte an der TH Braunschweig und war seit 1918 Mitglied der Braunschweiger Burschenschaft Germania. Er war von Beruf Bauingenieur und bis 1938 Regierungsbaurat im Straßen- und Wasserbauamt der Stadt Braunschweig. Er war Professor und Direktor am Institut für Erdbau der TH Dresden und seit 1941 war er Generaldirektor der Deutschen Asphalt AG (DASAG) mit Sitz in Eschershausen. Hauptaktionär der DASAG war der Freistaat Braunschweig mit 97 Prozent. Wittig gründete die Steinöl GmbH Braunschweig als deren Tochtergesellschaft und wurde Geschäftsführer. Wittig bestimmte Hans Detlev Ohlen zu seinem Stellvertreter bei der Steinöl GmbH. Dieser wurde später als Kriegsverbrecher zu zwölf Jahren Haft verurteilt.
Die private Steinöl GmbH spielte bei der Gründung und des Betriebs des Lagers Schandelah eine zentrale Rolle. Die Steinöl GmbH meldete nach dem Zweiten Weltkrieg Konkurs an.
Ab April 1941 war Wittig Leiter des Forschungsinstituts für Naturasphalt an der TH Braunschweig, das nach dem Bombenangriff auf Braunschweig am 15. Oktober 1944 in die Gebäude des Außenlagers Schandelah ausgelagert wurde. Dieses Institut arbeitete für Bau- und Versuchsprogramme der Luftwaffe, der Organisation Todt und für die Hermann-Göring-Werke in Salzgitter. Im Rahmen des Mineralölsicherungsplans war Wittig für die fachliche Planung und den Betrieb des KZ-Außenlagers Schandelah verantwortlich. Ziel war die Erforschung und Herstellung von synthetischem Benzin aus Ölschiefergestein, das KZ-Häftlinge unter unmenschlichen Bedingungen abbauen mussten.
Solms Wilhelm Wittig wurde für seinen Anteil an den Verbrechen im Lager Schandelah im Februar 1947 durch ein britisches Militärgericht zum Tode durch Hängen verurteilt. Wittigs Urteil wurde nicht vollstreckt, sondern im März 1947 in eine 20-jährige Gefängnisstrafe umgewandelt. Im Mai 1955 wurde er von der bundesdeutschen Justiz begnadigt.